# Mazapiltepec de Juárez
Mazapiltepec de Juárez là một đô thị thuộc bang Puebla, México. Năm 2005, dân số của đô thị này là 2422 người.